# Sabirabad
Sabirabad (de asemenea, Galagayin, Petropavlovka, Petropavlovskoye și Sabirabad) este un oraș și capitala raionului (district) Sabirabad din Azerbaidjan. Orașul a fost redenumit în onoarea poetului Mirza Alekper Sabir.
Sabirabad - centrul administrativ al districtului Sabirabad al Republicii Azerbaidjan. În 1935, districtul a primit statutul de oraș subordonat.
Sabirabad este situat pe malul drept al râului Kura. În vecinătatea orașului numit Sugovushan, râul Araz se îmbină cu râul Kur.

## Istoria generală
Potrivit Tratatului de pace din Gulistan din 12 octombrie 1813, o parte din hanatii din Azerbaidjan a fost ocupata de rusi. Teritoriul Mughan a fost, de asemenea, capturat de Rusia. Ca urmare a reformelor administrativ-teritoriale desfășurate în Rusia, în 1868 a fost înființat în Baku un nou teritoriu - Djevatskoye Uyezd. După fuziunea Rusiei cu Rusia, un mare țăran ucrainean a fost transferat la Javad, iar așezarea a fost numită Petropavlovka din 1888.Petropavlovka face parte din zona Javad (Gaza) a provinciei Baku. În 1901, în această zonă existau doar 87 de ferme, iar în 1907 numărul satelor rusești din acele zone era de 13. În 1913, exista o fabrică de curățare a bumbacului, două întreprinderi industriale - mori fiind puse în funcțiune.
Pe 1 mai 1920, Petropavlovsk a devenit organismul de putere locală al Comitetului Revoluționar din Salyan Gaza, după ce Azerbaidjanul sa alăturat din nou Rusiei. De la 1 mai 1921 până la 8 aprilie 1929, regiunea Sabirabad funcționa ca districtul Petropavlovsk din accidentul de la Salyan. La 8 aprilie 1929, prin decizia Congresului sovietic al VI-lea al Azerbaidjanului, acesta a fost numit cartierul Petropavlovsk din districtul Mugan. La 8 august 1930, conform deciziei Comitetului Executiv Central nr. 476, sistemul raional a fost desființat, iar Petropavlovsk a devenit o regiune independentă. Aproape un an mai târziu, la 7 octombrie 1931, prin Decretul Comitetului Executiv Central al Azerbaidjanului, Petropavlovsk a primit numele de Mirza Alakbar Sabir, marele poet al Azerbaijanului, fondatorul satirei publice din literatura noastră clasică.